# Théâtre yiddish

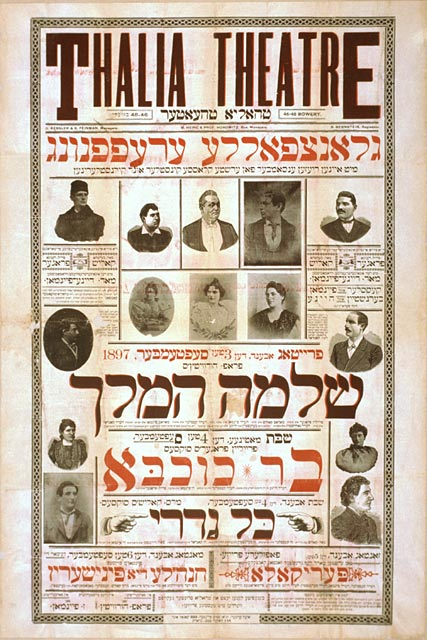
Affiche pour King Solomon de Josef Krogerat au Thalia Theatre de New York (1897)

Le théâtre yiddish est un style théâtral juif qui s'est développé chez les Ashkénazes d'Europe de l'Est. Cette tradition est aussi théâtralement particulière de la culture yiddish, que peut l'être le klezmer en musique.

## Histoire

### Origines
Le théâtre yiddish est né au Moyen Âge. Il est fortement influencé par les formes artistiques du monde chrétien : troubadours, bateleurs, mystères, moralités et plus tard Commedia dell'arte. 

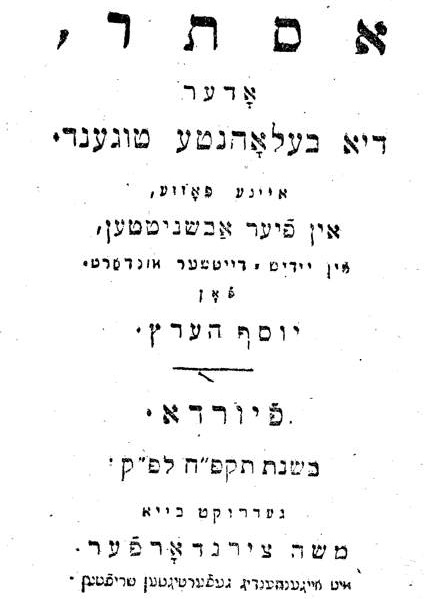
Première page de la fête juive de Pourim de la pièce Esther, oder die belohnte Tugend de Fürth en Bavière (1828).

Au XVIe siècle, des compagnies juives itinérantes jouent pour les communautés juives pour lesquelles elles élaborent un répertoire et des personnages appropriés qu'elles présentent lors de cérémonies familiales ou en public. La fête de Pourim joue un rôle primordial dans la naissance du théâtre yiddish. En effet, cette fête qui a lieu en février-mars, invite à la transgression, à l'inversion des hiérarchies sociales et au port des masques. Le répertoire comporte donc au départ la représentation du rouleau d'Esther par un ou plusieurs acteurs déguisés ou masqués. Les fragments les plus anciens dont nous disposons remontent au début du XVIe siècle. 
Par la suite, le répertoire des purimshpiln se diversifie et inclut d'autres épisodes bibliques comme La Vente de Joseph, David et Goliath, Le Sacrifice d'Isaac, Hanna et Pnina, La Sagesse de Salomon. Le jeu des acteurs est souvent excessif. Les représentations sont agrémentées avec des interludes dansés, chantés et musicaux.

### Époque moderne
Dans la seconde moitié du XIXe siècle, le théâtre yiddish obéit à deux impératifs : instruire et distraire. Les auteurs écrivent des dénonciations sociales sur le mode comique et satirique. Avrom Goldfaden (1840-1908) est le principal dramaturge de cette nouvelle tendance. Il a écrit plus de soixante pièces: farces, comédies, satires sociales, mélodrames, opérettes à thèmes bibliques et contemporains. 

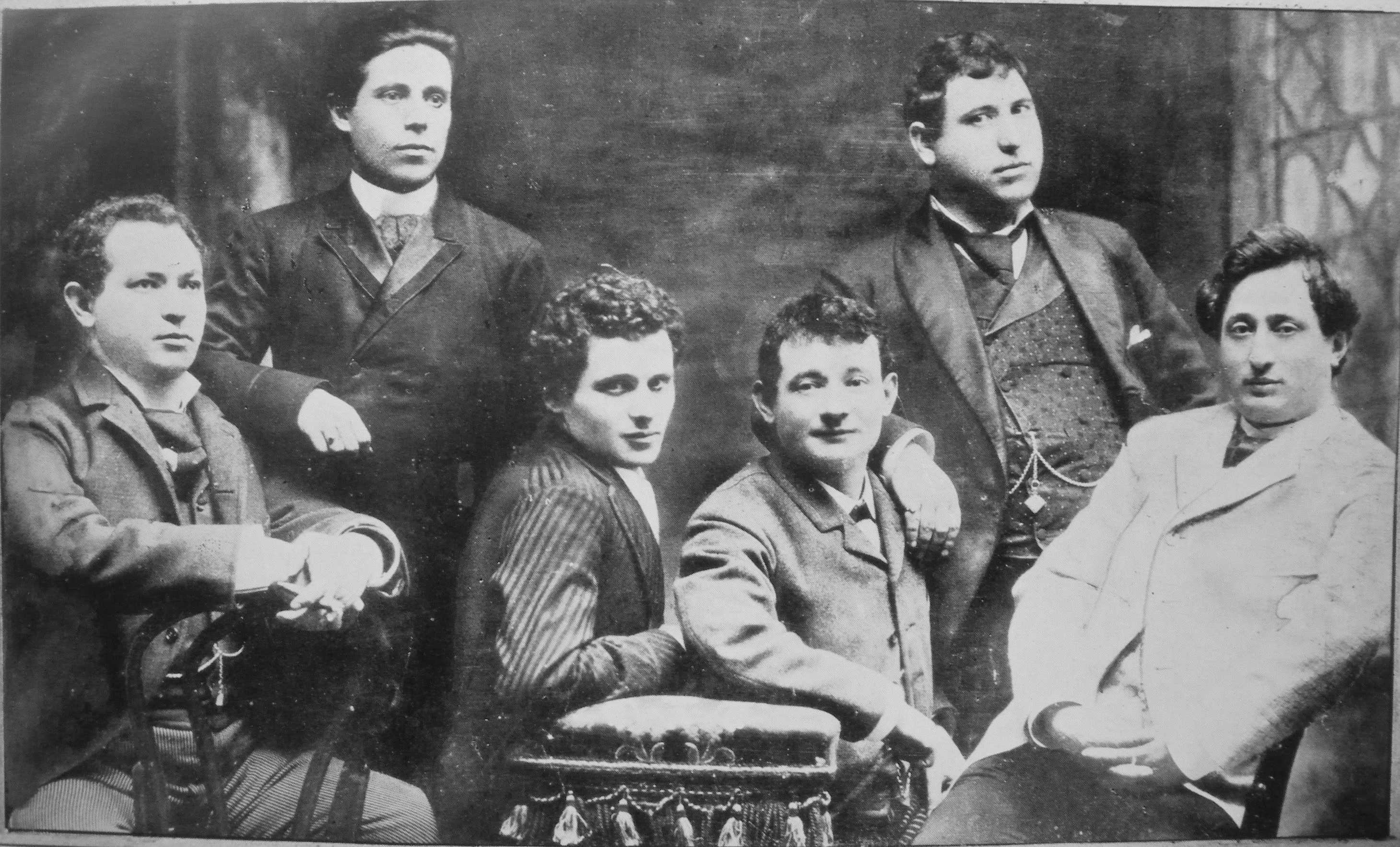
Acteurs et personnalités du théâtre yiddish à Londres : de droite à gauche : Jacob P. Adler, Zigmund Feinman, Zigmund Mogulesko, Rudolf Marx, Mr. Krastoshinsky et David Kessler (1888)

Avec l'émigration des Juifs d'Europe centrale, le théâtre essaime dans de nouveaux lieux : à Londres dans Whitechapel, Paris où Goldfaden établit une troupe et une école dramatique pendant peu de temps et surtout à New York dans le Lower East Side où un vrai théâtre populaire s'installe,,. À Londres, les représentations évidemment jouées en yiddish étaient en grande majorité des mélodrames. Les théâtres juifs déclinèrent lorsque le public et les acteurs partirent pour New York ou des quartiers plus prospères de Londres.

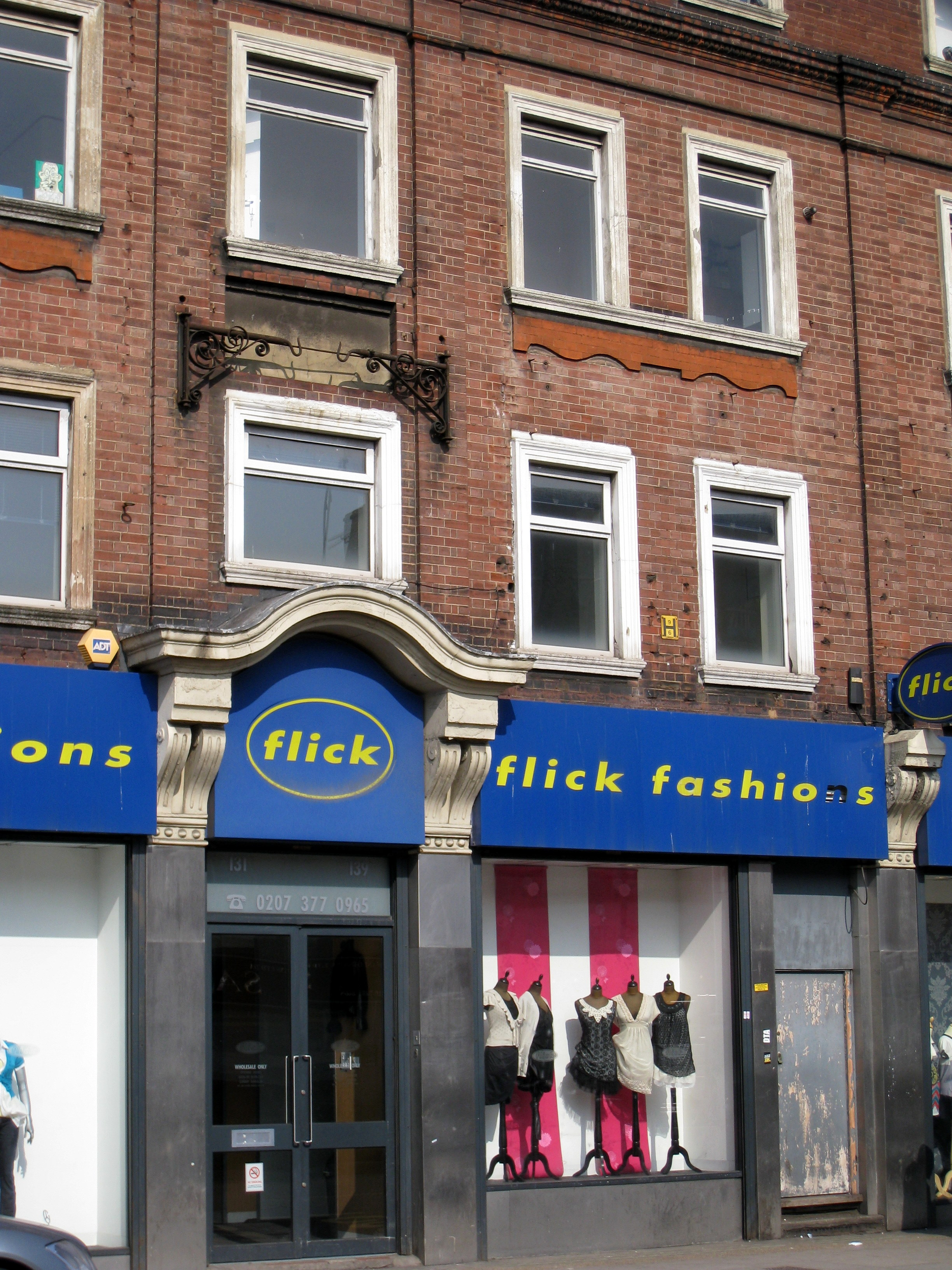
Entrée de l'ancien théâtre yiddish « Grand Palais » à Commercial Road, dans l'East End de Londres.

Shomer (1849-1905), un des écrivains les plus populaires venu de Russie adapte des centaines de romans et de pièces. Joseph Latteiner (1853-1935) en écrit quelque quatre-vingts pour l'Oriental Theater. Le grand écrivain Mendele Moich Sforim se lance lui aussi dans le théâtre avec des pièces originales ou des adaptations de ses récits et de ses romans. Il est imité par Isaac Leib Peretz. Ils suscitent des disciples. 
Le théâtre yiddish de l'Entre-deux guerres regorge de pièces de qualités. À côté du théâtre commercial, un théâtre avant-gardiste mettant l'accent sur la mise en scène et la cohésion de l'ensemble se développe. Il est initié par des jeunes amateurs issus du mouvement ouvrier. À leur suite, des théâtres d'art professionnels voient le jour à New York dès 1918. À cette date, rien qu'à New York, il en existe vingt troupes, d'une qualité inégale.

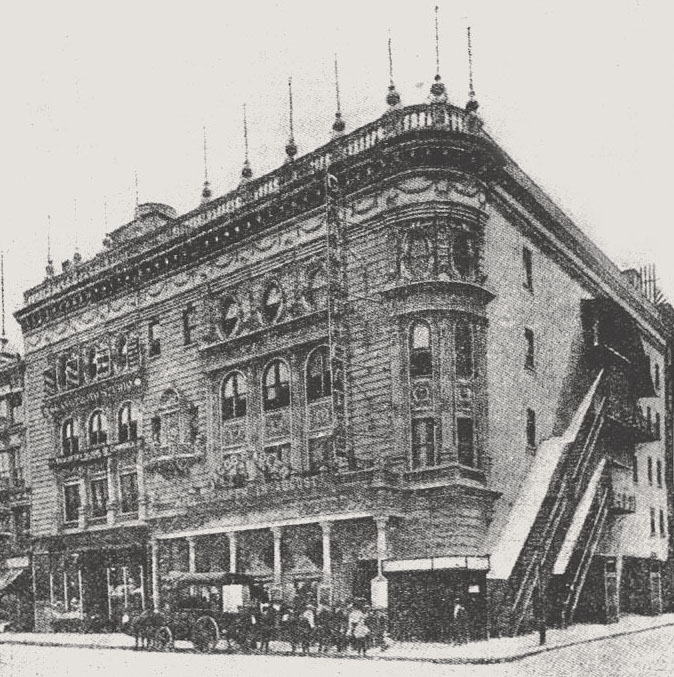
Grand Theatre yiddish de Jacob P. Adler à Manhattan (New York), construit en 1904 et détruit en 1934.

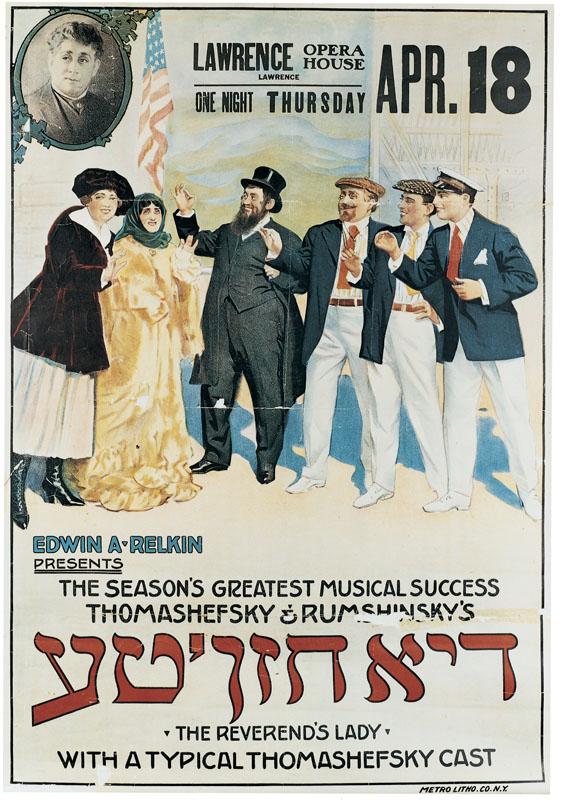
Affiche pour The Reverend's Lady au Lawrence Opera House à Lawrence, Massachusetts aux États-Unis (18 avril 1918)

En 1876, le juif ukrainien Abraham Goldfaden fonde la première troupe professionnelle de théâtre yiddish en Roumanie. L'année suivante, sa troupe connait un énorme succès à Bucarest et en dix ans, Goldfaden et ses disciples apportent le théâtre yiddish en Ukraine, Russie, Pologne, Allemagne, mais ce style se répand bientôt également à New York et d'autres villes comportant d'importantes communautés ashkénazes à la suite des pogroms et des vagues d'immigrations des Européens autour de 1900.
Les principaux compositeurs sont Aaron Lebedov, Alex Olshanetsky, Herman Wohl, Anshel Schorr, Louis Gilrod, Isadore Lillian…
En France, les pièces les plus jouées sont Le Jeu de Hotsmakh d'Itsik Manger (d'après La Sorcière de Goldfaden), Le Golem de H. Leivic ou encore Le Dibbouk de Shalom Anski, mais la plus connue est sans doute la fameuse comédie musicale Un violon sur le toit d'après Sholem Aleichem, dans laquelle Ivan Rebroff se rendit célèbre grâce à la version française de la chanson Ah! si j'étais riche…

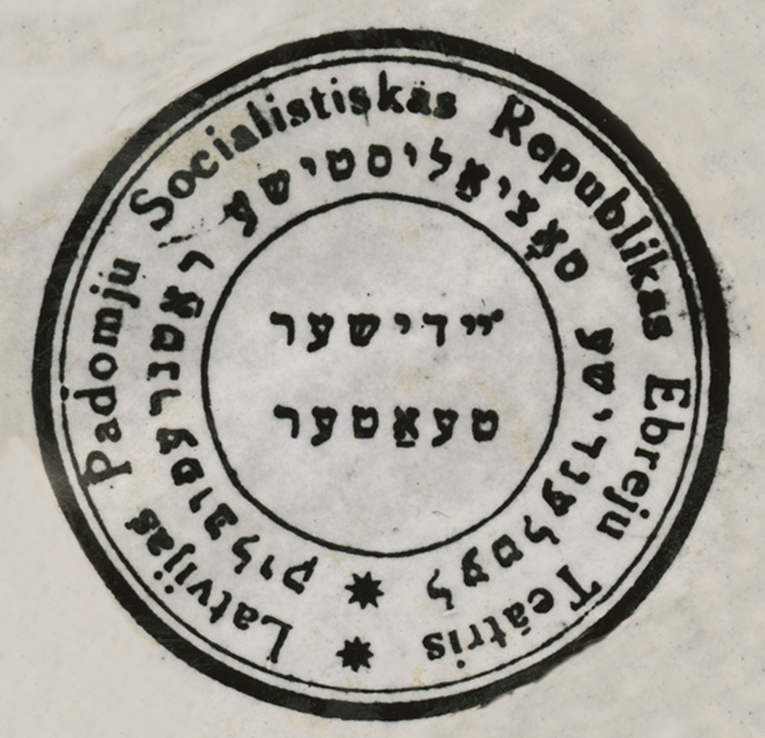
Le théâtre yiddish ayant joué un rôle important dans la vie culturelle des Juifs en Europe de l'Est (et de l'Ouest), il n'est pas surprenant que la RSS lettone sanctionne un théâtre yiddish. Lorsque les nazis envahissent la Lettonie en juillet 1941, ils entreprennent de détruire la population juive, y compris ses organisations culturelles telles que le théâtre yiddish d'où vient ce timbre de livre.

En 1882, le gouvernement tsariste interdit le théâtre yiddish. Cependant, on compte au début du XXe siècle une quinzaine de troupes sensibles aux conceptions dramaturgiques nouvelles. Le Théâtre artistique juif créé en 1908 à Odessa, adopte une approche scénique symboliste, « un théâtre stylisé », qui gagne les États-Unis. 
La troupe de Vilno, créée en 1916 laisse à New York un de ses meilleurs acteurs, Buloff, qui contribuera à y implanter les techniques expressionnistes. Des salles s'ouvrent un peu partout. Elles adoptent le style de l'avant-garde européenne. 
Après la Révolution russe, est créé à Moscou, le G.O.S.E.T., dirigé par Aleksei Granovski. Il développe les caractéristiques suivantes : l'attention aux techniques corporelles, au mouvement, au geste, à la rigueur quasi mathématique des constructions scénographiques.

### Durant la Seconde Guerre mondiale
Pendant la Seconde Guerre mondiale, les activités théâtrales se poursuivirent dans les ghettos et même dans les camps de concentration. Certaines sont imposées par la Gestapo qui cherche à se divertir. Elles représentent aussi une forme de résistance aux nazis. 
Ainsi, dans le ghetto de Varsovie, on a compté jusqu'à six théâtres professionnels qui jouent tous les soirs et deux fois le dimanche, accueillant de 30 000 à 50 000 spectateurs qui applaudissent chaque semaine les spectacles. On choisit de préférence des pièces à caractère national ou historique à thèmes messianiques ou de résistance. De nouvelles œuvres naissent, en yiddish ou en hébreu. Elles sont lues ou montées, avant d'être enterrées afin d'être préservées pour les générations futures.

## Principaux dramaturges
- Abraham Goldfaden (1840-1909)
- Hersh Leib Sigheter (en) (1844c-1930c)
- Isaac-Leibush Peretz (1852-1915)
- Sholem Aleichem (1859-1916)
- Shalom Anski An-Ski (1863-1920)
- Sholem Asch (1880-1957)
- H. Leivick (en) (1888-1962)
- Aaron Zeitlin (en) (1898-1973)
- Itsik Manger (1901-1969)
- Benny Barbash (1951-)

## Principaux comédiens
- Nellie Casman
- Joseph Feldman
- Le couple Jacob et Sonya Adler.
- Leo Fuchs
- Louis Gilrod
- Clara Gold
- Aaron Lebedov
- Vera Lubow
- Arnold Perlmutter
- Molly Picon
- Peretz Sandler
- Ludwik Satz
- Frank Seiden
- Solomon Smulewitz
- Bessie Thomashefsky (en)
- Boris Thomashefsky
- Benzion Witler
- Herman Wohl (en)

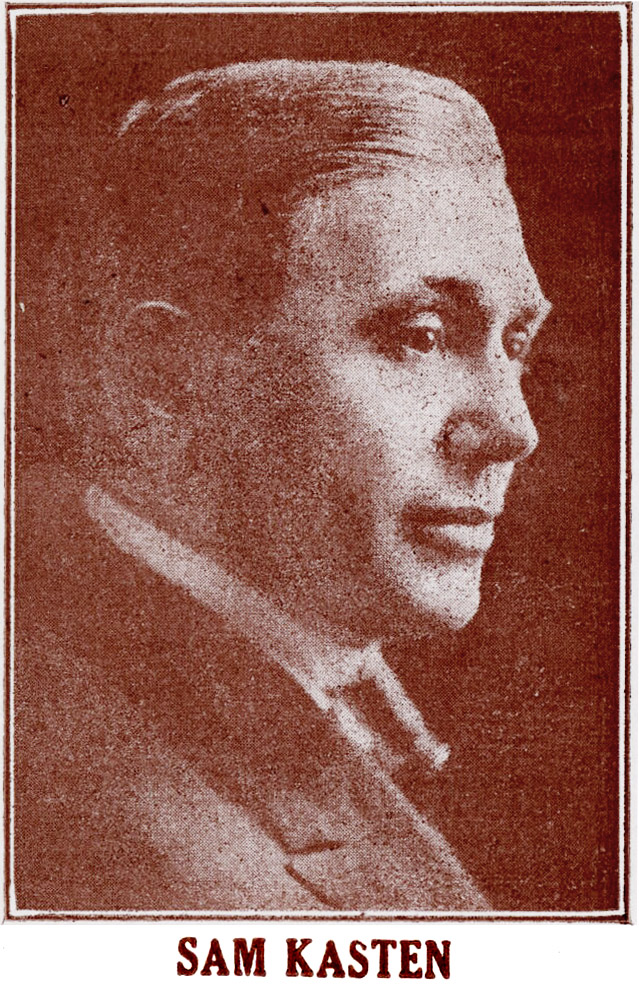
Sam Kasten
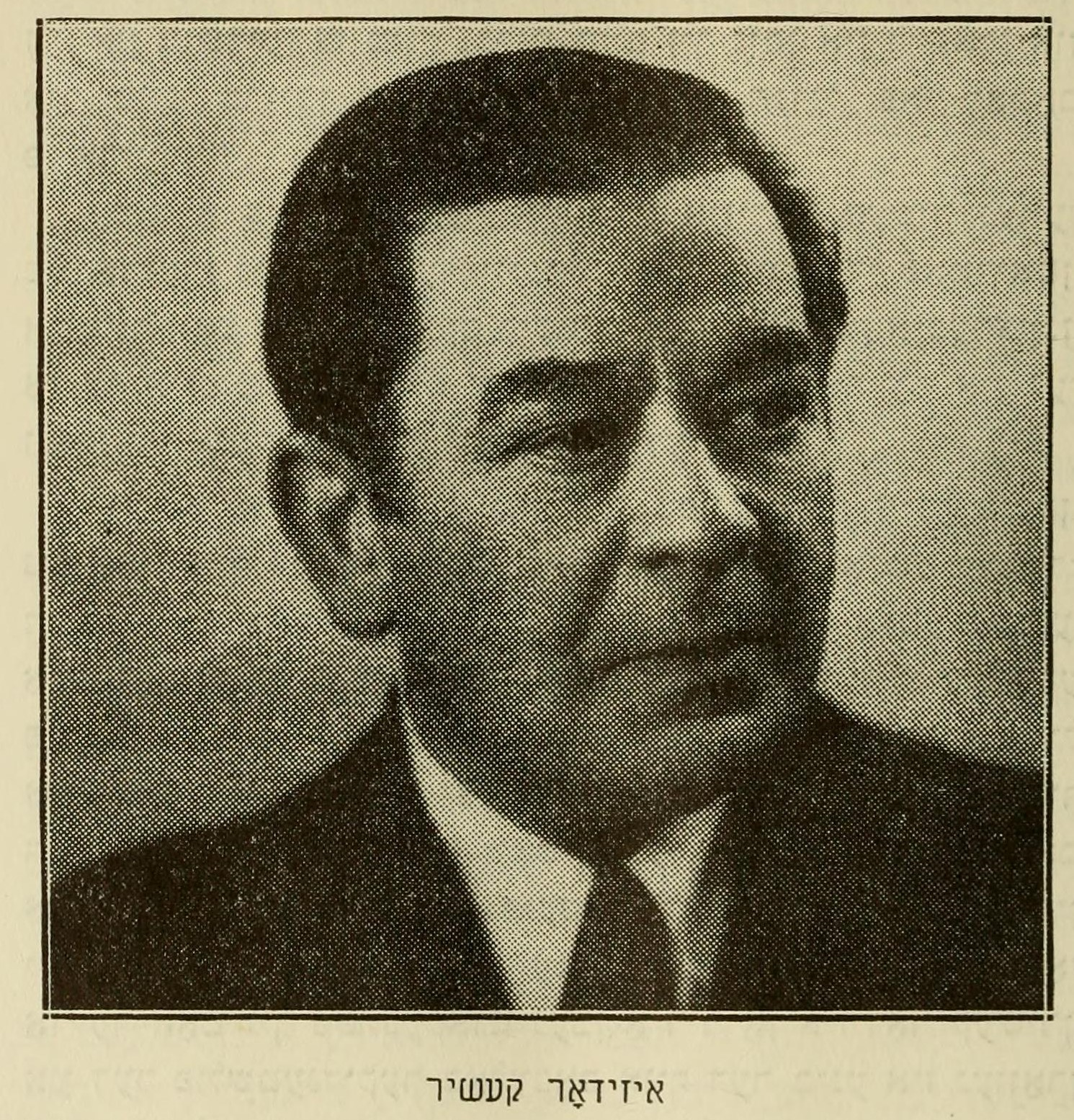
Izidor Keshir
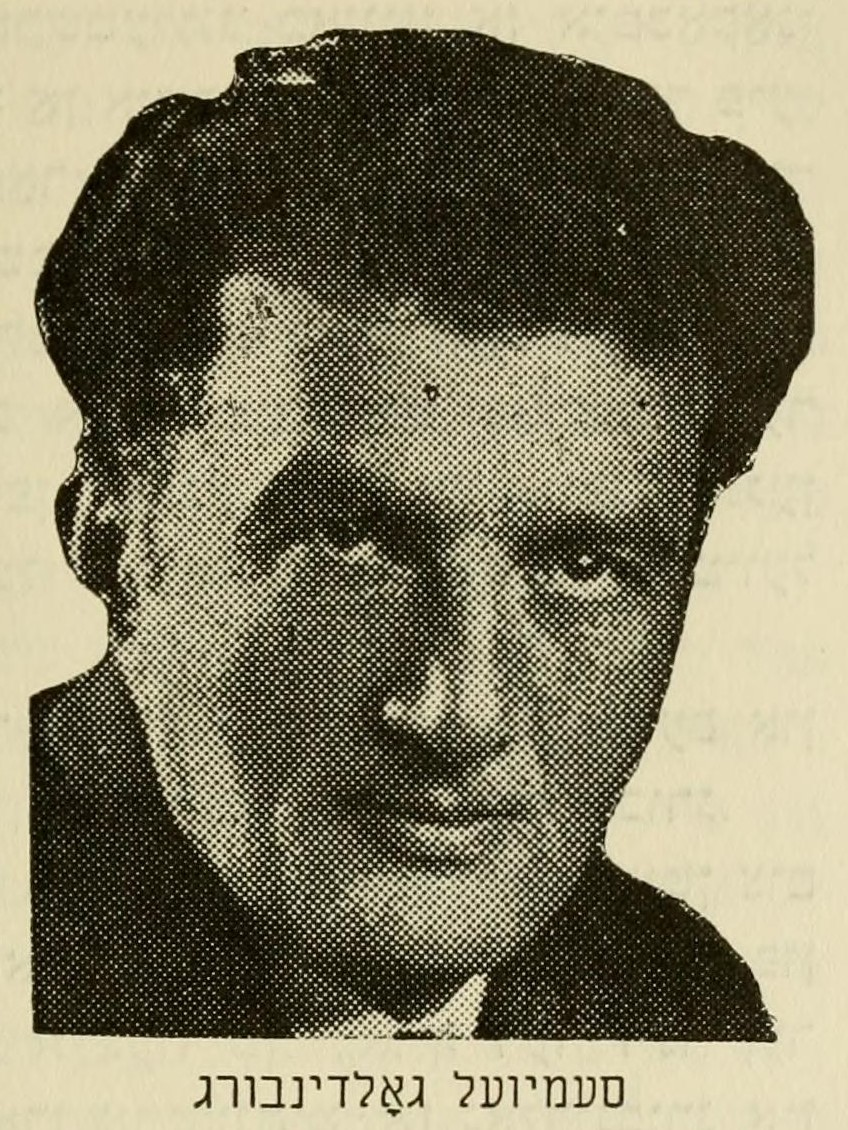
Samuel Goldenberg
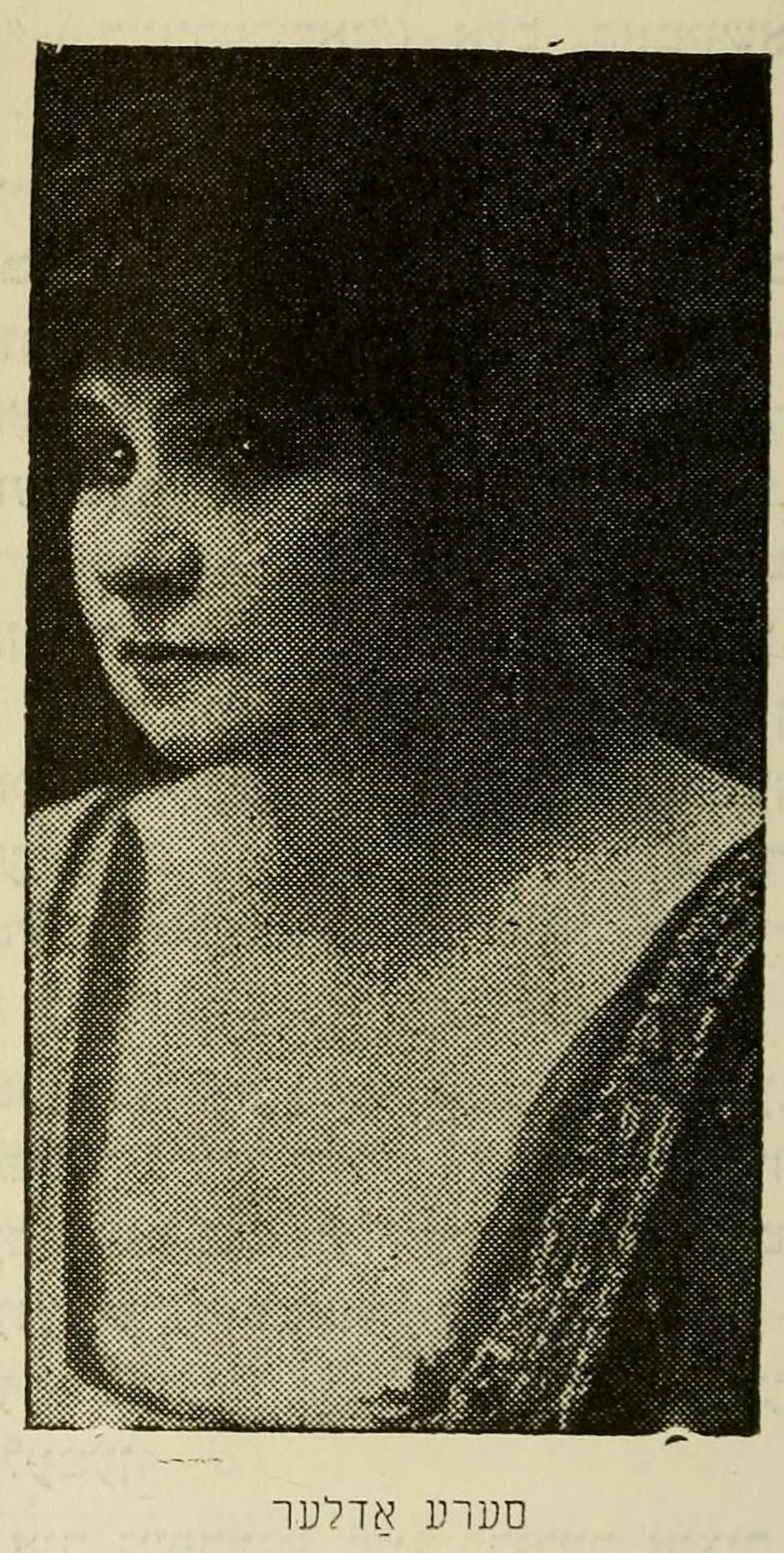
Sara Adler
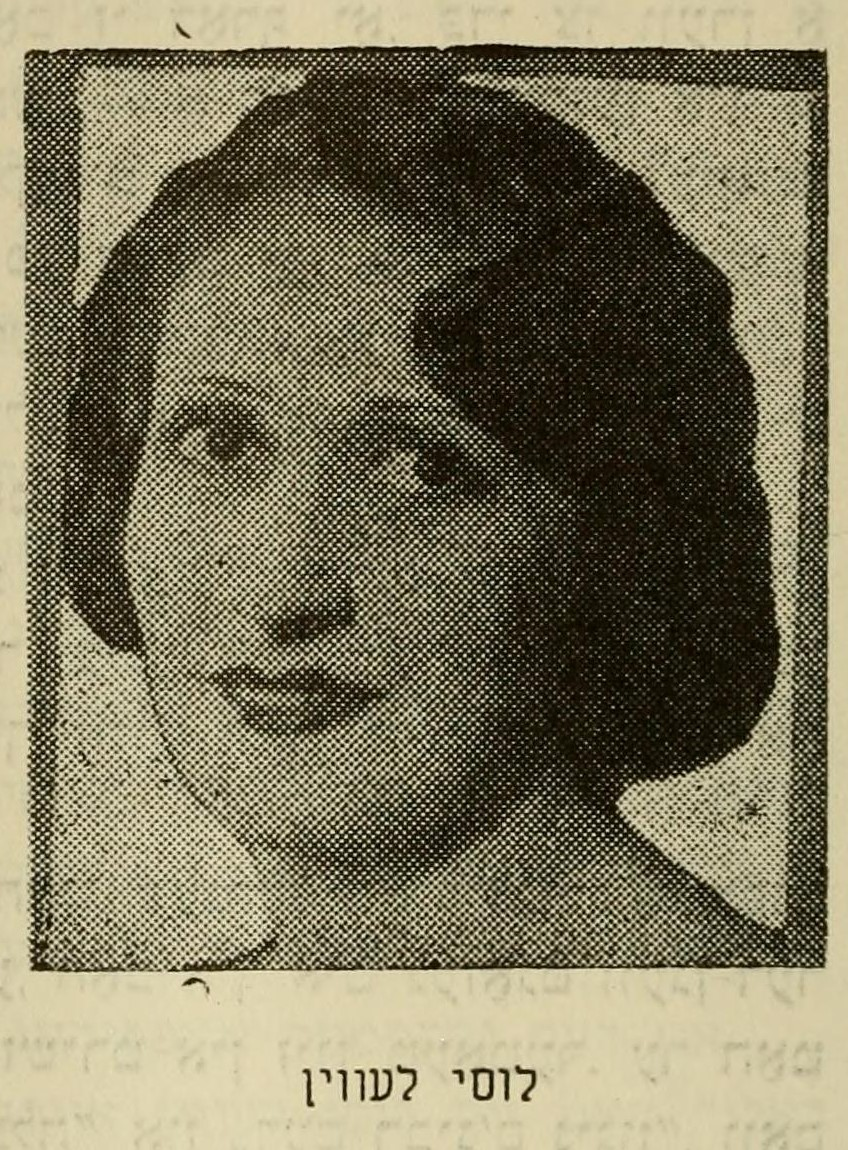
Lucy Levin
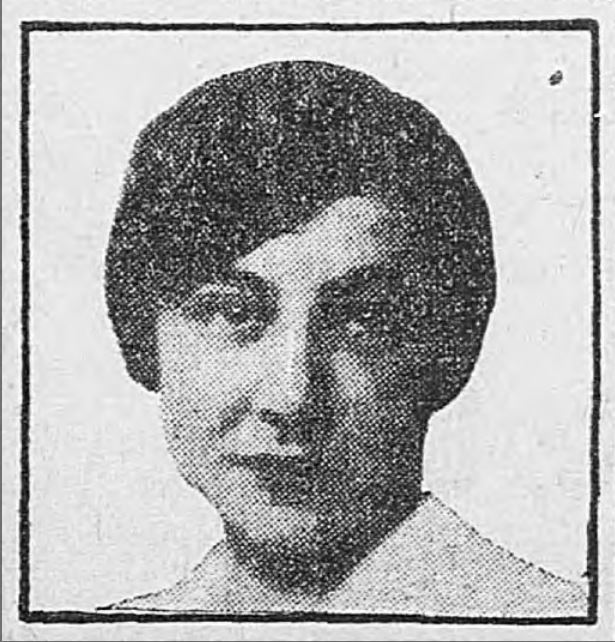
Lucy Finkel
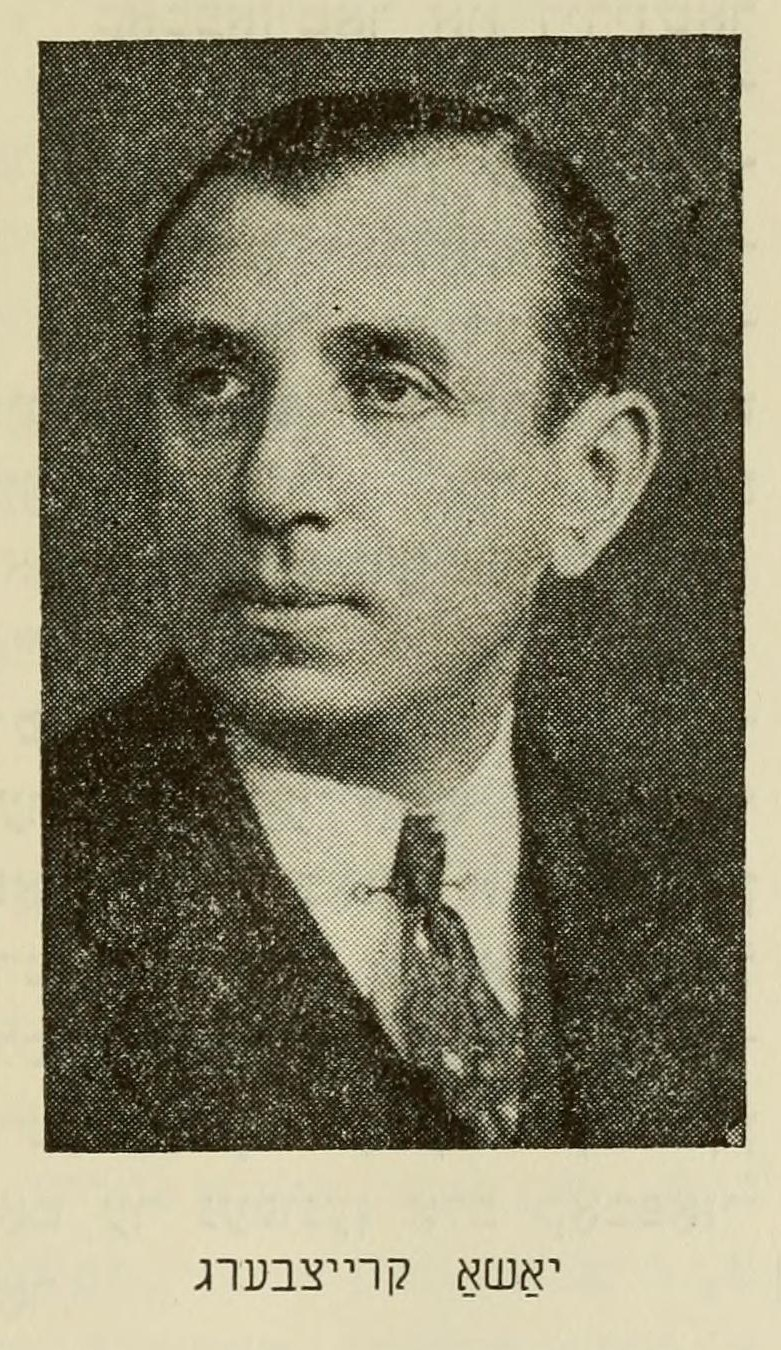
Yasha Kreytsberg
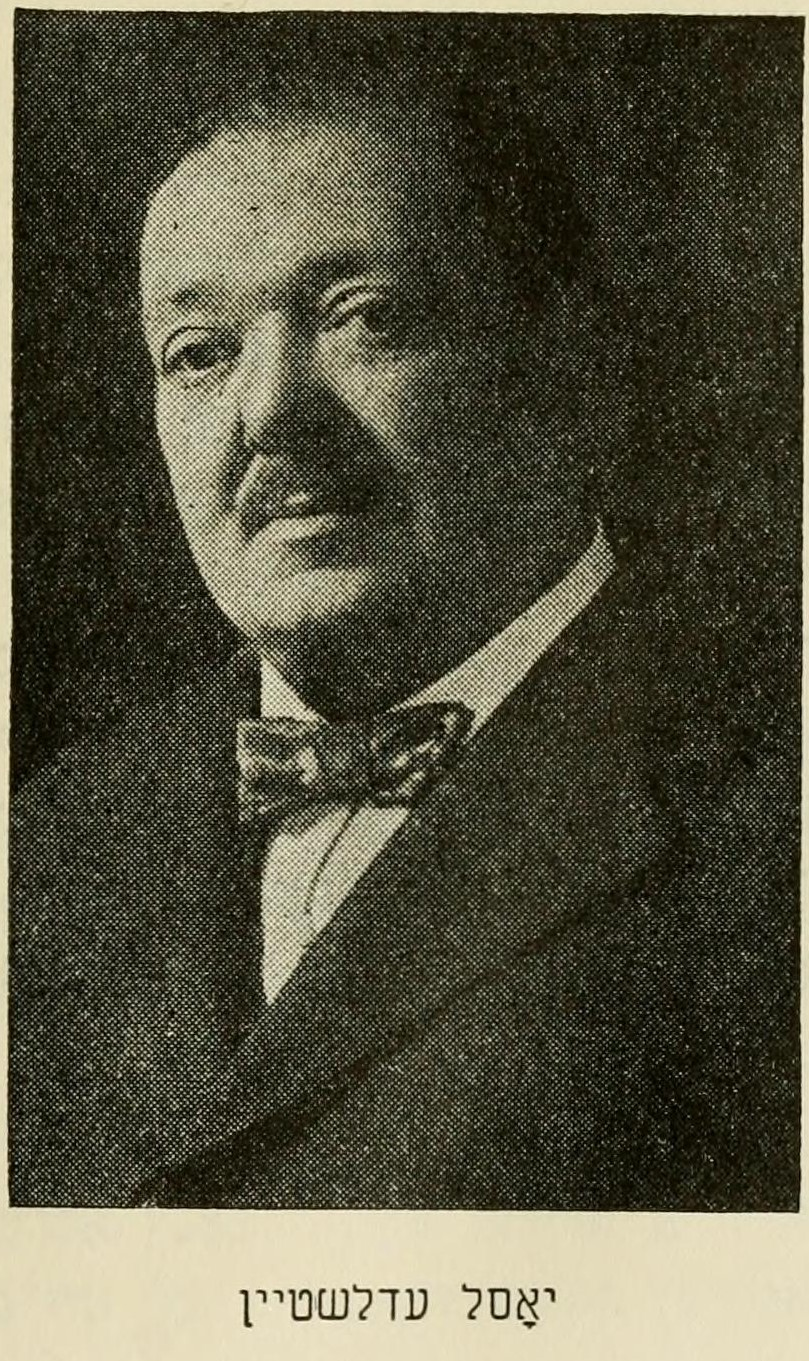
Joseph Edelstein
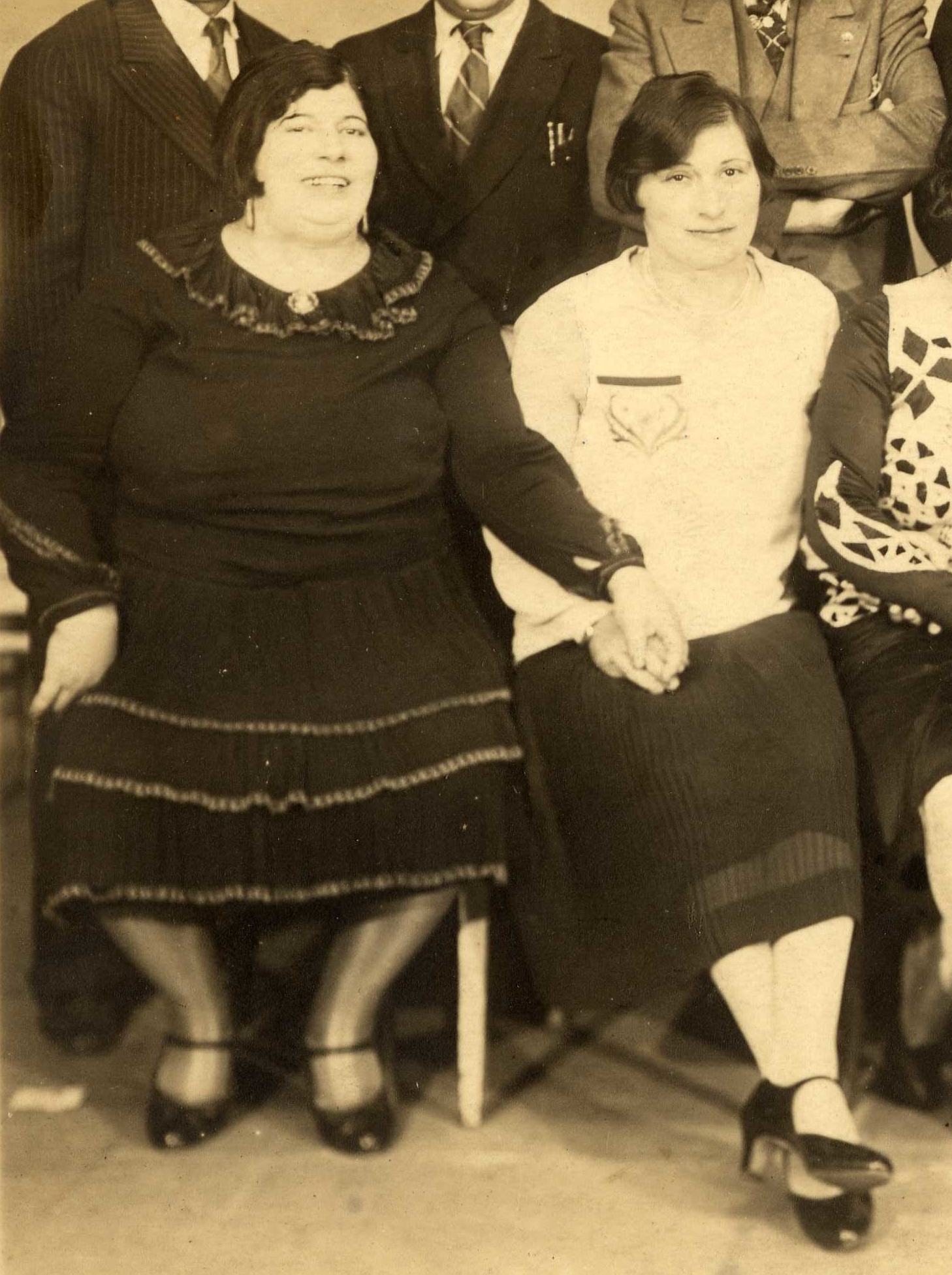
Clara Gold et Bertha Gutentag
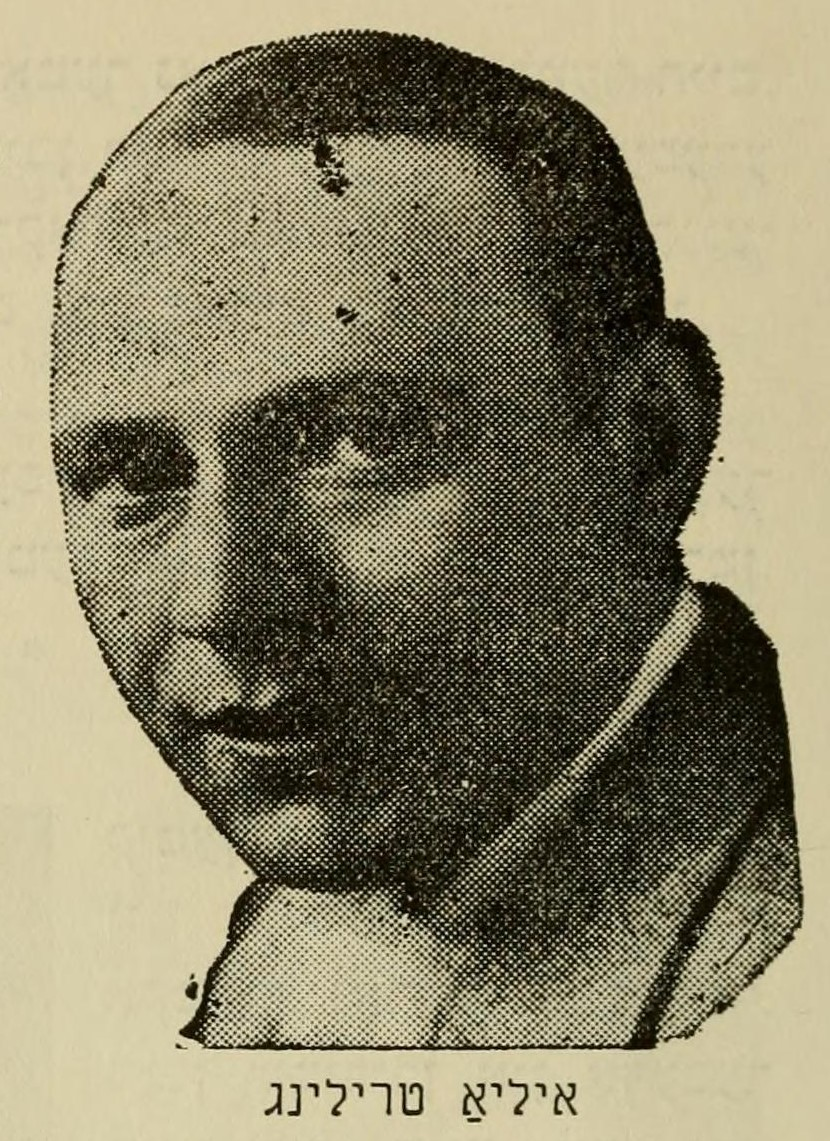
Ilya Triling
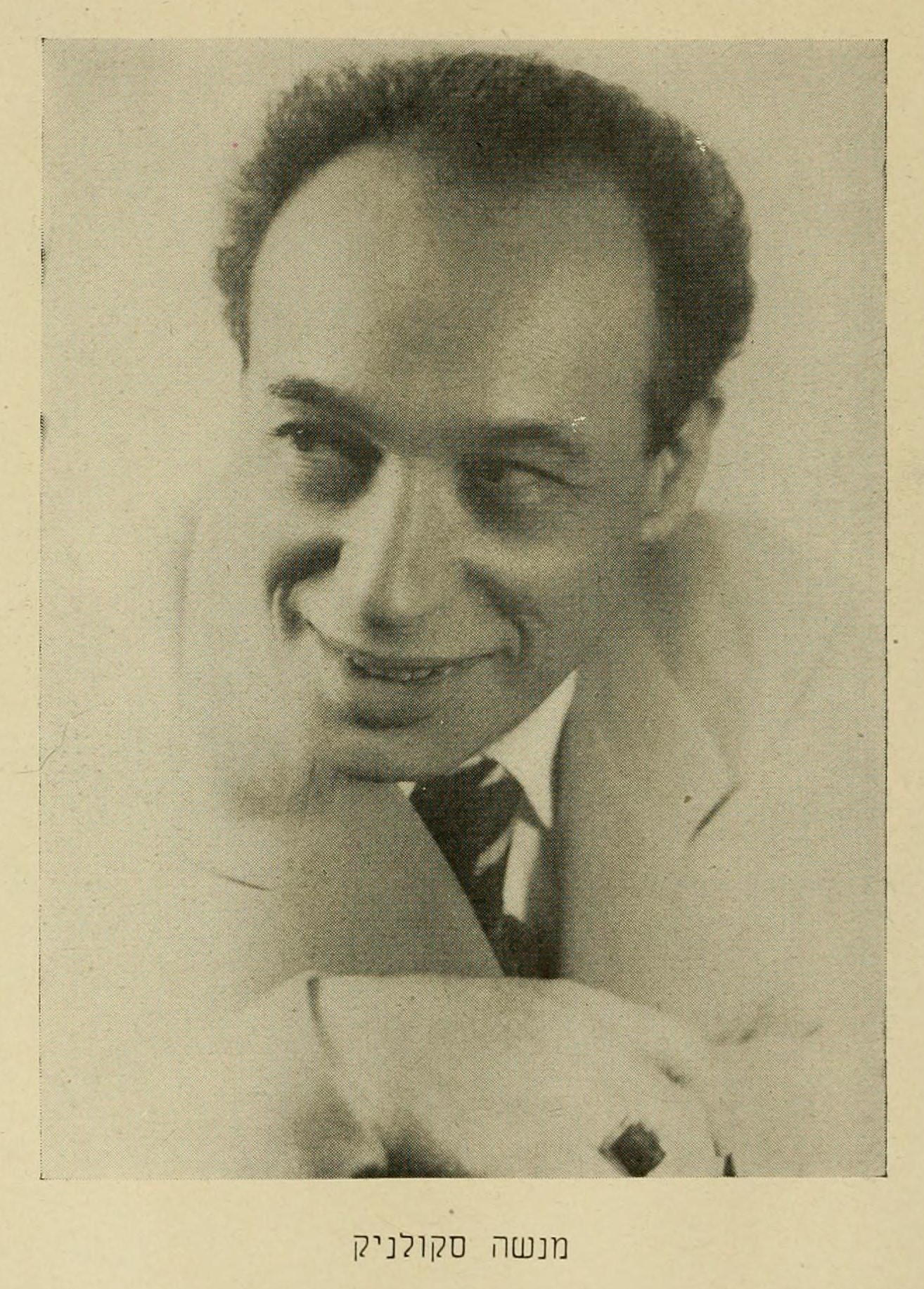
Menasha Skulnik
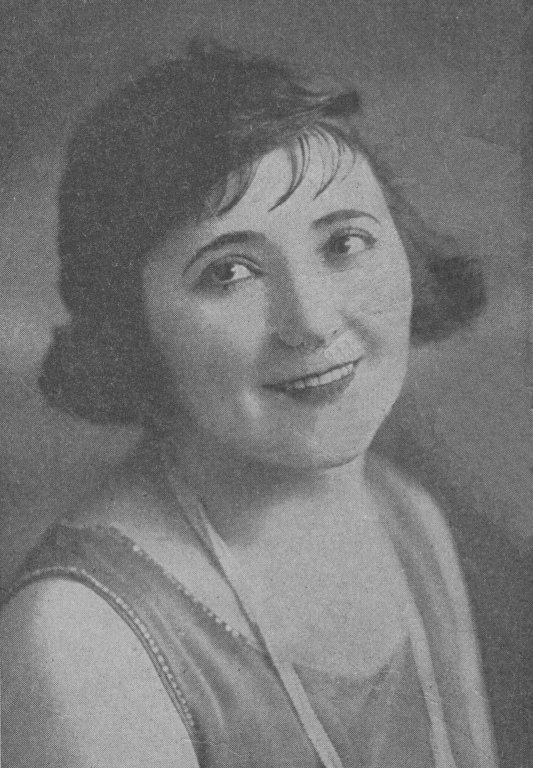
Nellie Casman
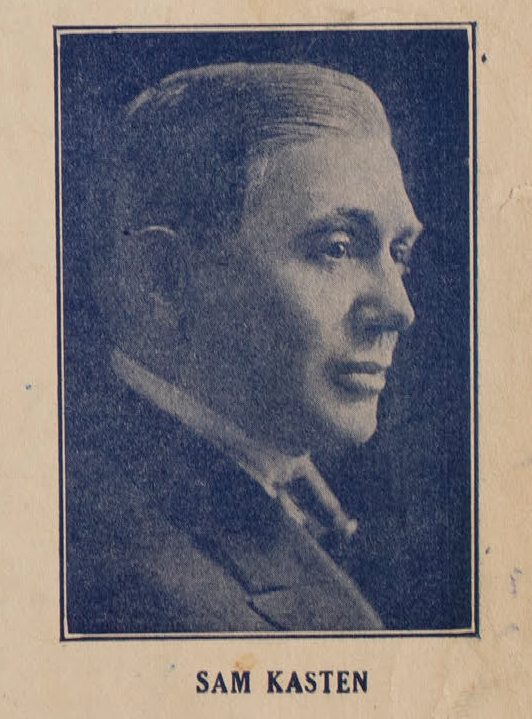
Sam Kasten
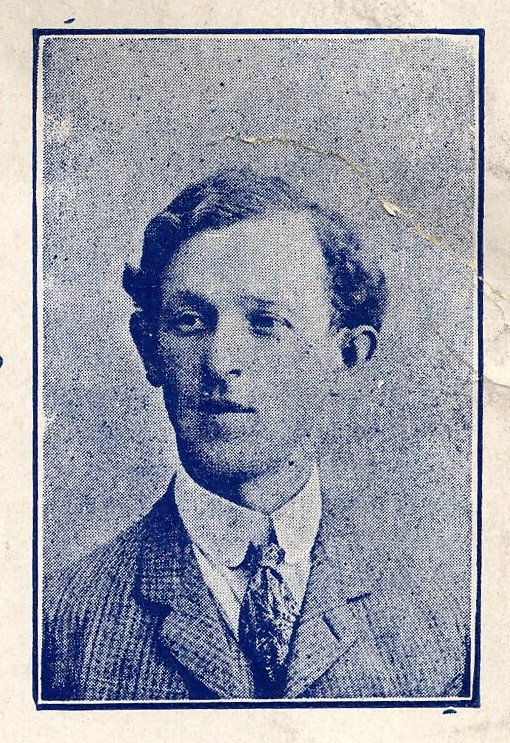
Anshel Schorr
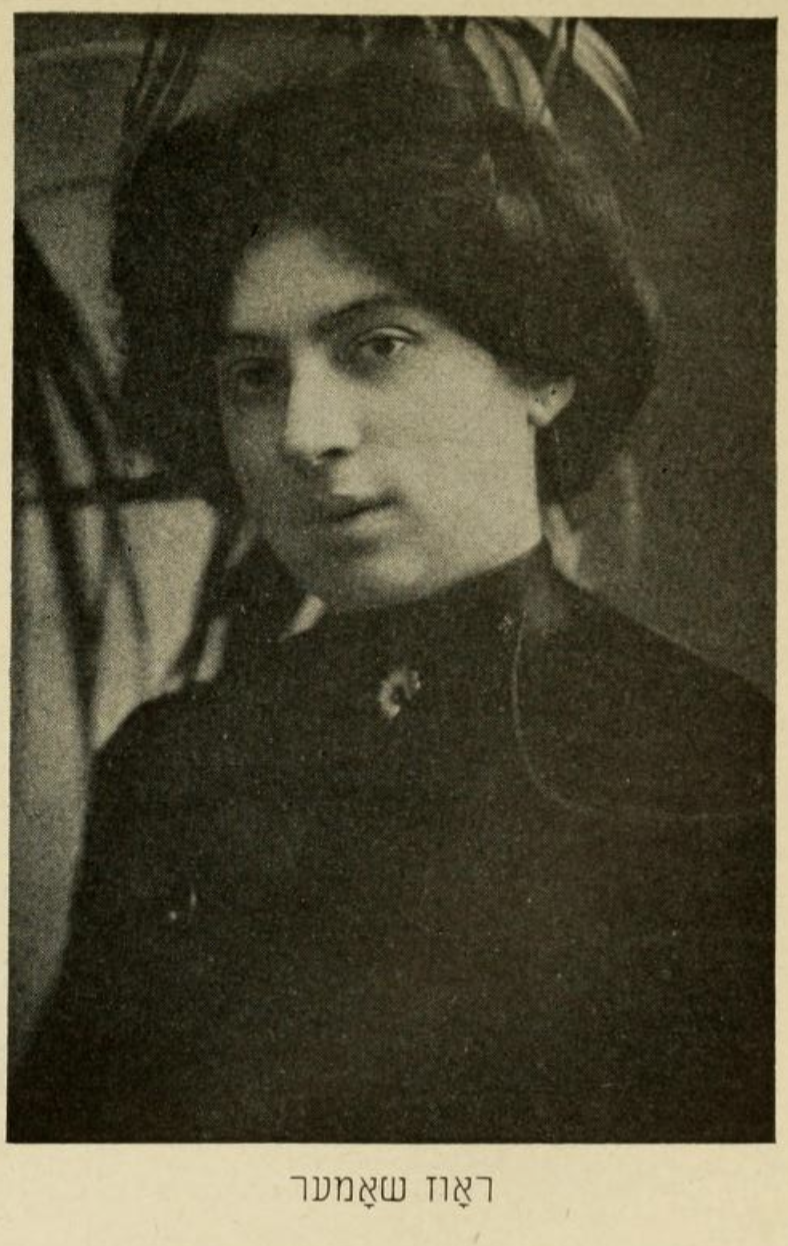
Rose Shomer
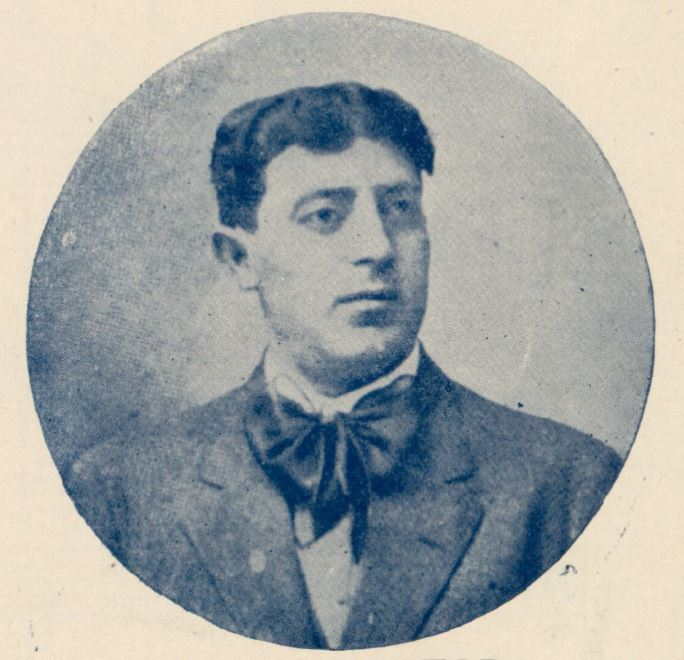
Reuben Doctor
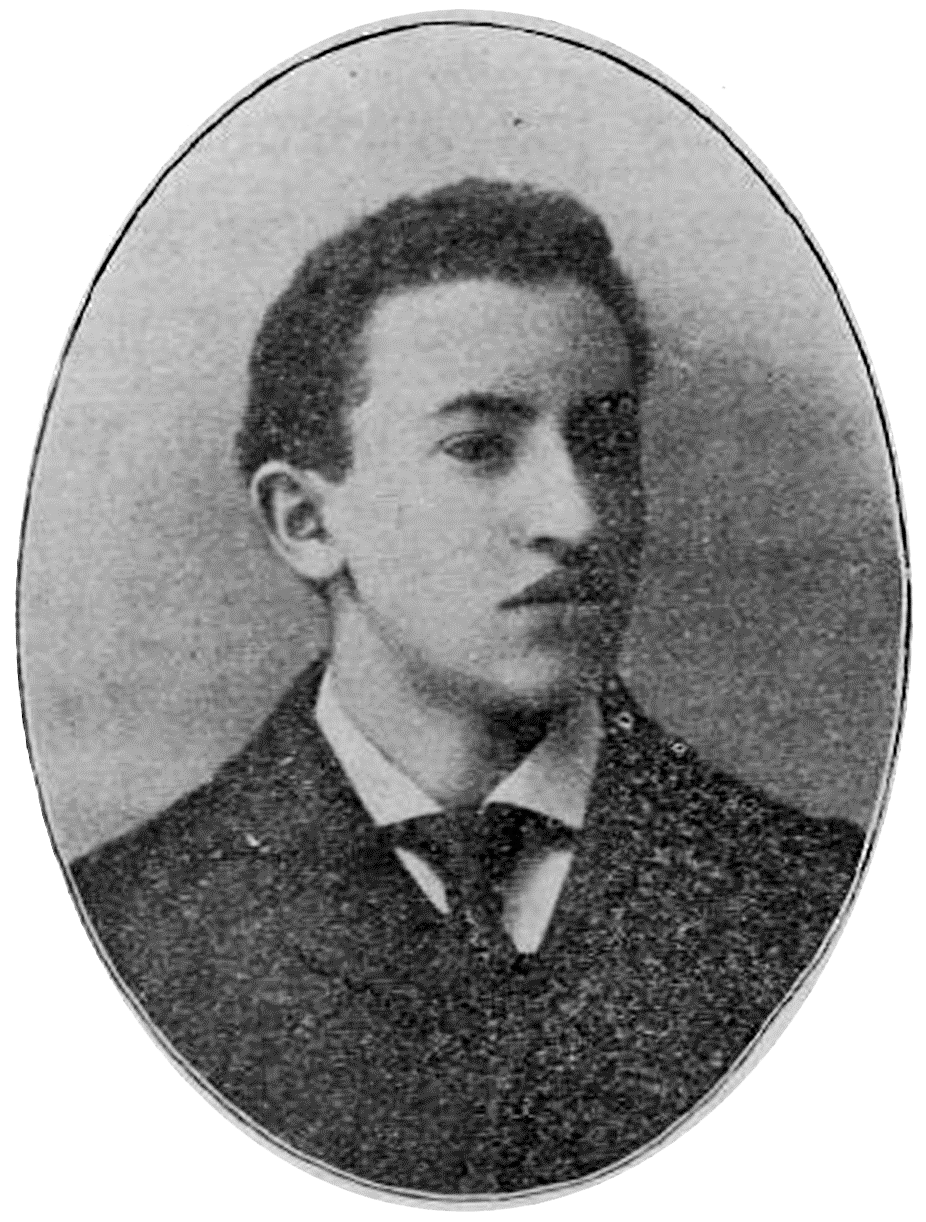
Louis Gilrod
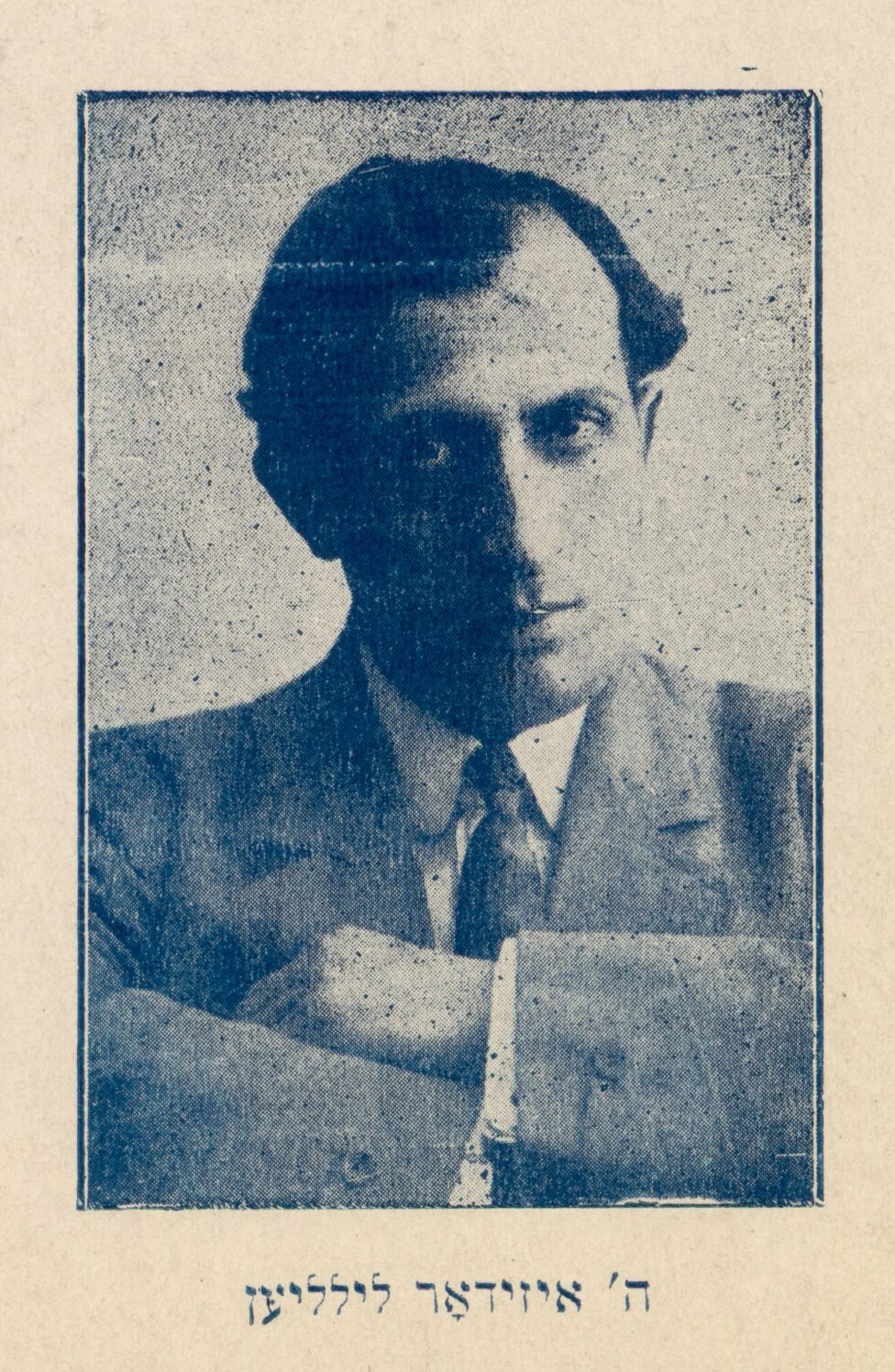
Isidore Lillian
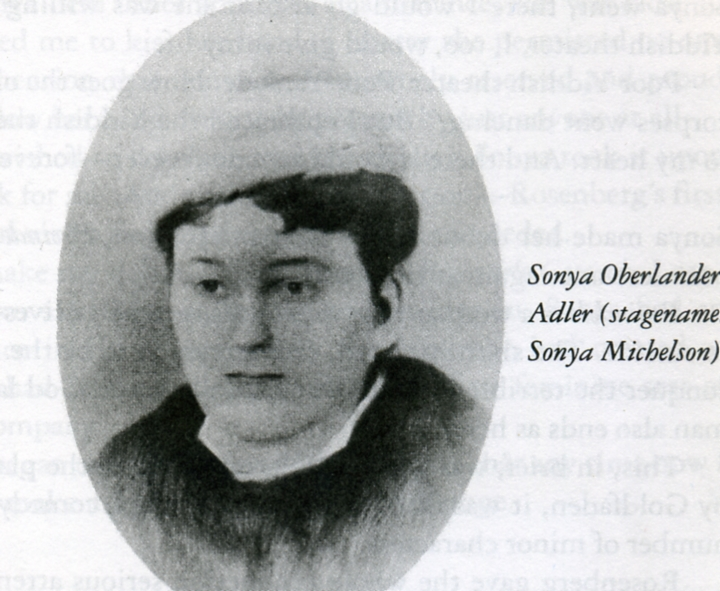
Sonya Adler
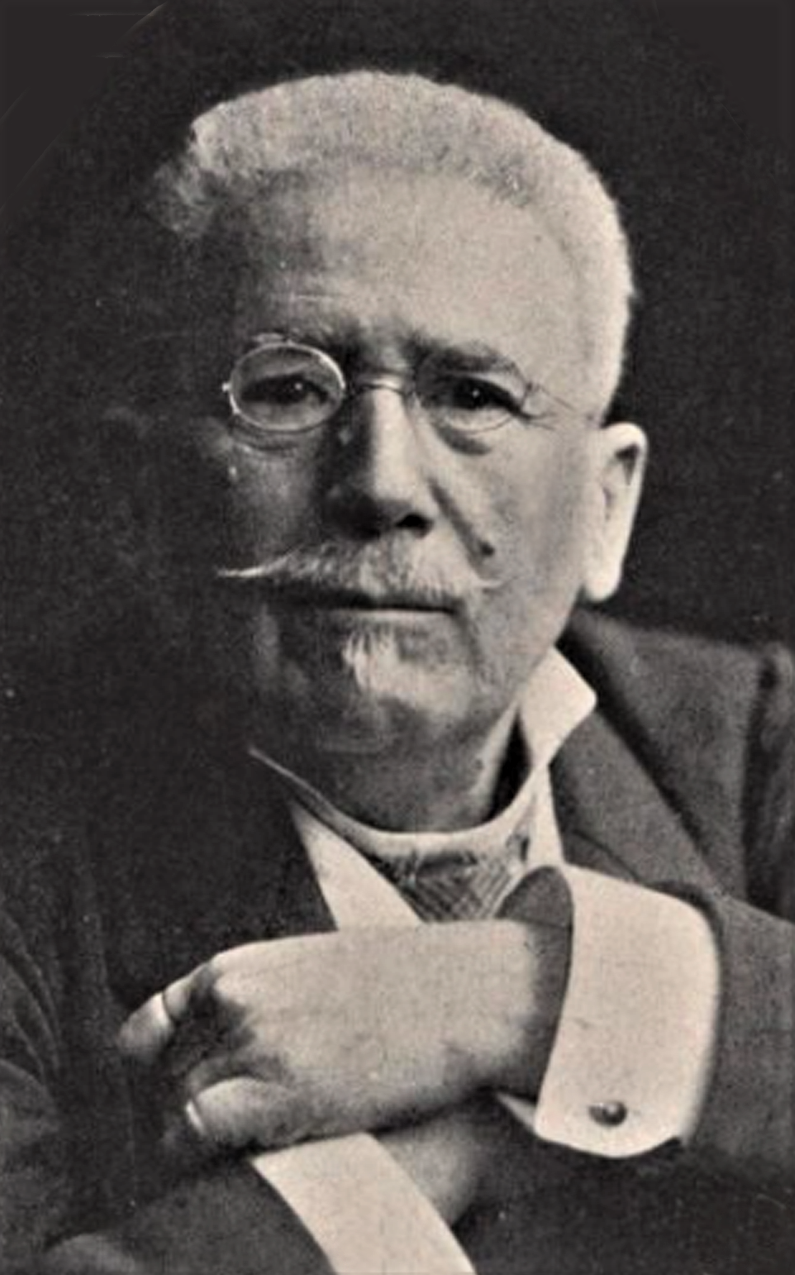
Abraham Goldfaden
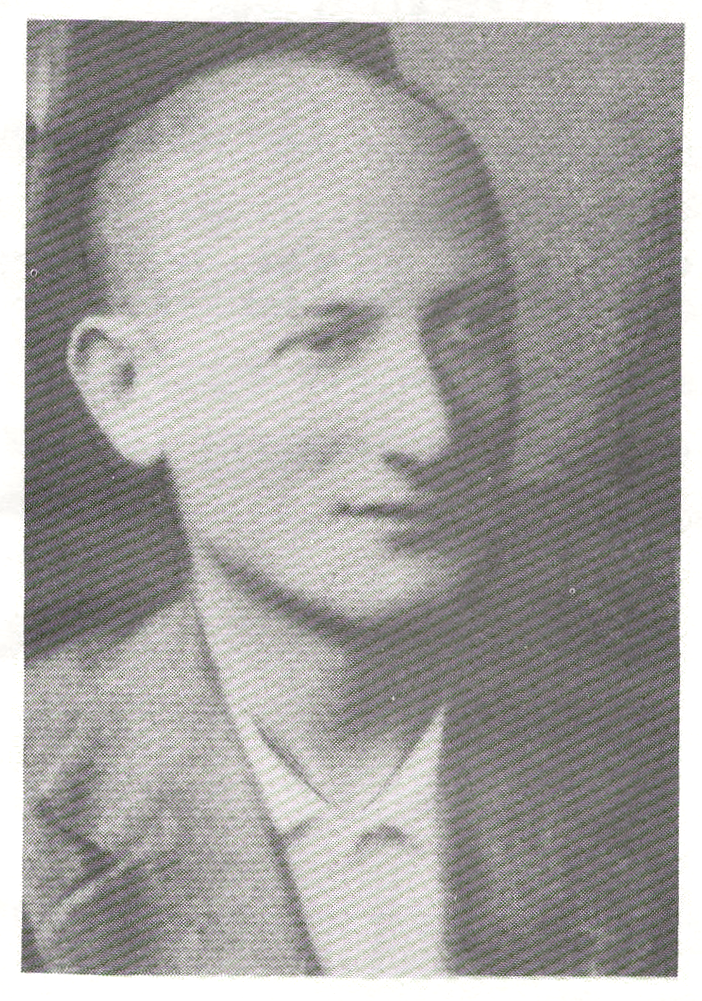
Zelik Barditshever
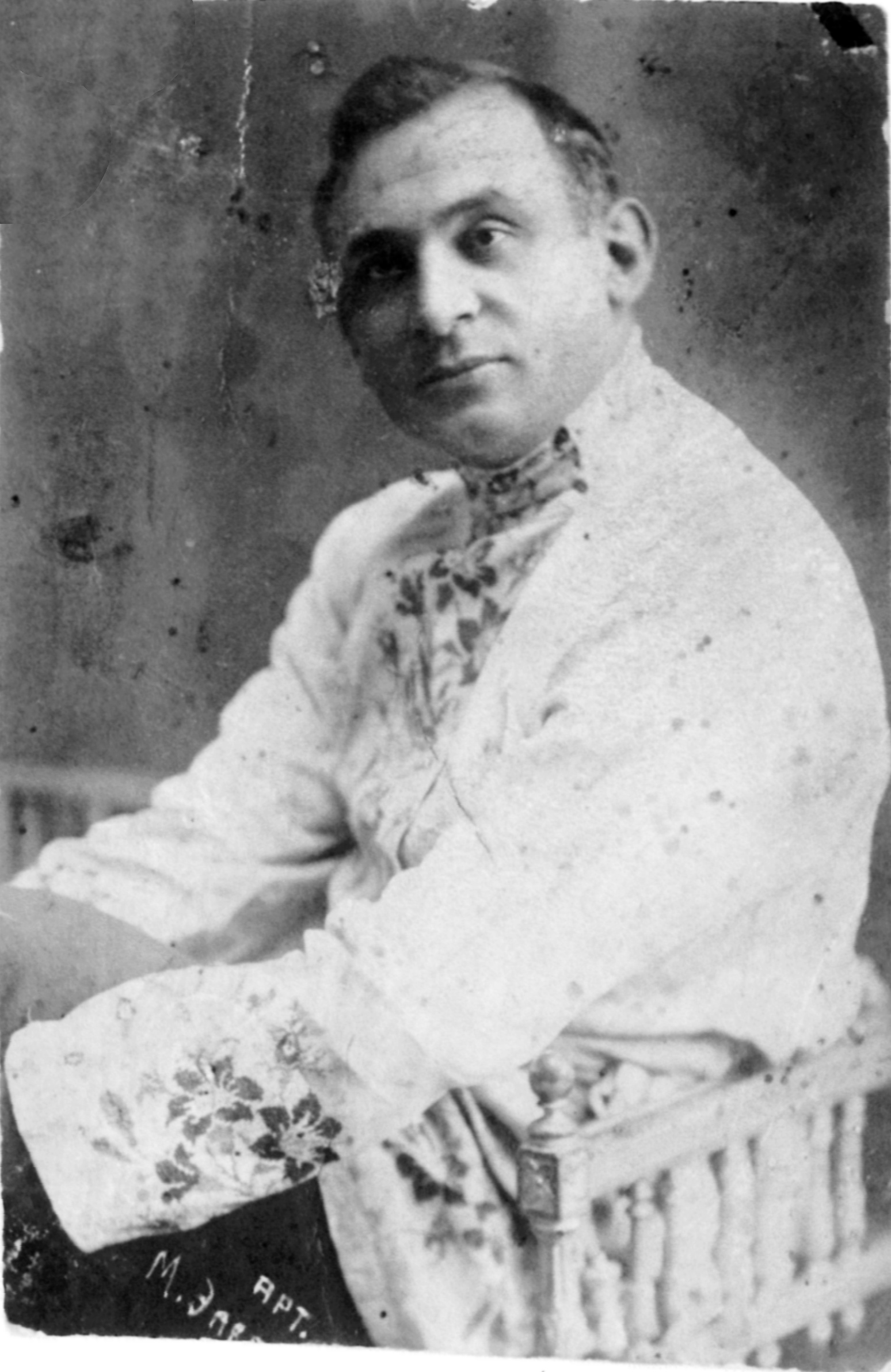
Mikhail Epelbaum
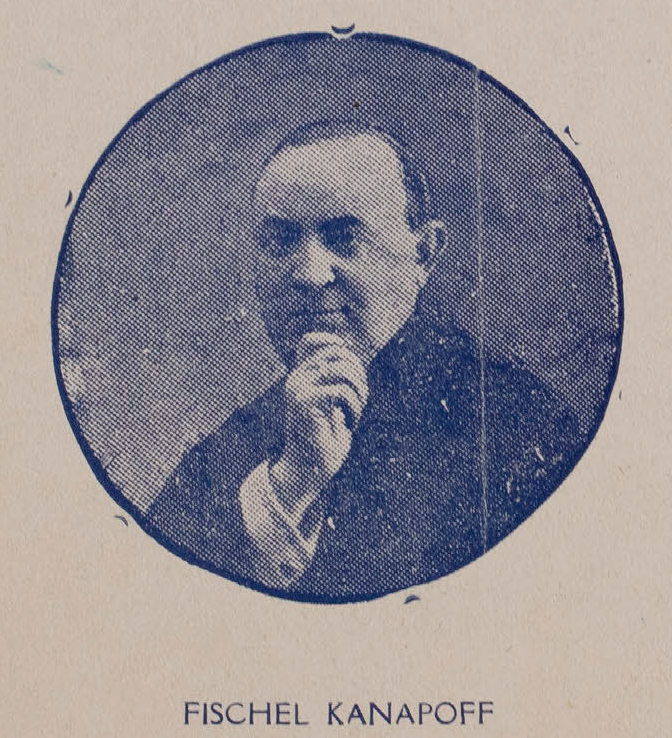
Fischel Kanapoff
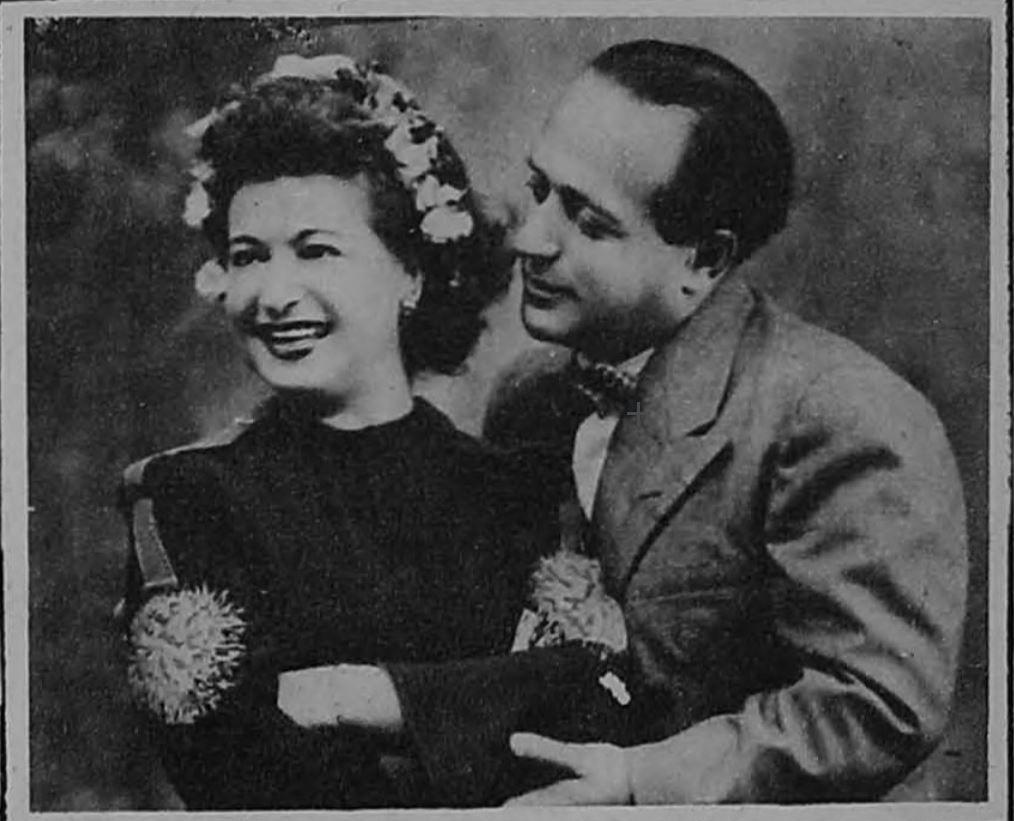
Vera Rozanko et Israel Rosenberg